# Moda y pueblo
Moda y pueblo es el decimotercer álbum del músico argentino Fito Páez, editado en 2005. El disco salió a la venta oficialmente el 7 de junio, aunque a partir del 3 de junio fue posible conseguirlo en algunas disquerías de la ciudad de Rosario.
El disco fue grabado en el estudio Circo Beat entre marzo y abril de 2005, y es la embarcación de Fito Páez hacia lo sinfónico. Contiene textos de Litto Nebbia, Charly García, Luis Alberto Spinetta y un poema de Federico García Lorca, como también propios del músico, en reversiones con orquesta y arreglos por Gerardo Gandini.

## Lista de canciones
Todos los temas compuestos por Fito Páez, excepto los indicados.

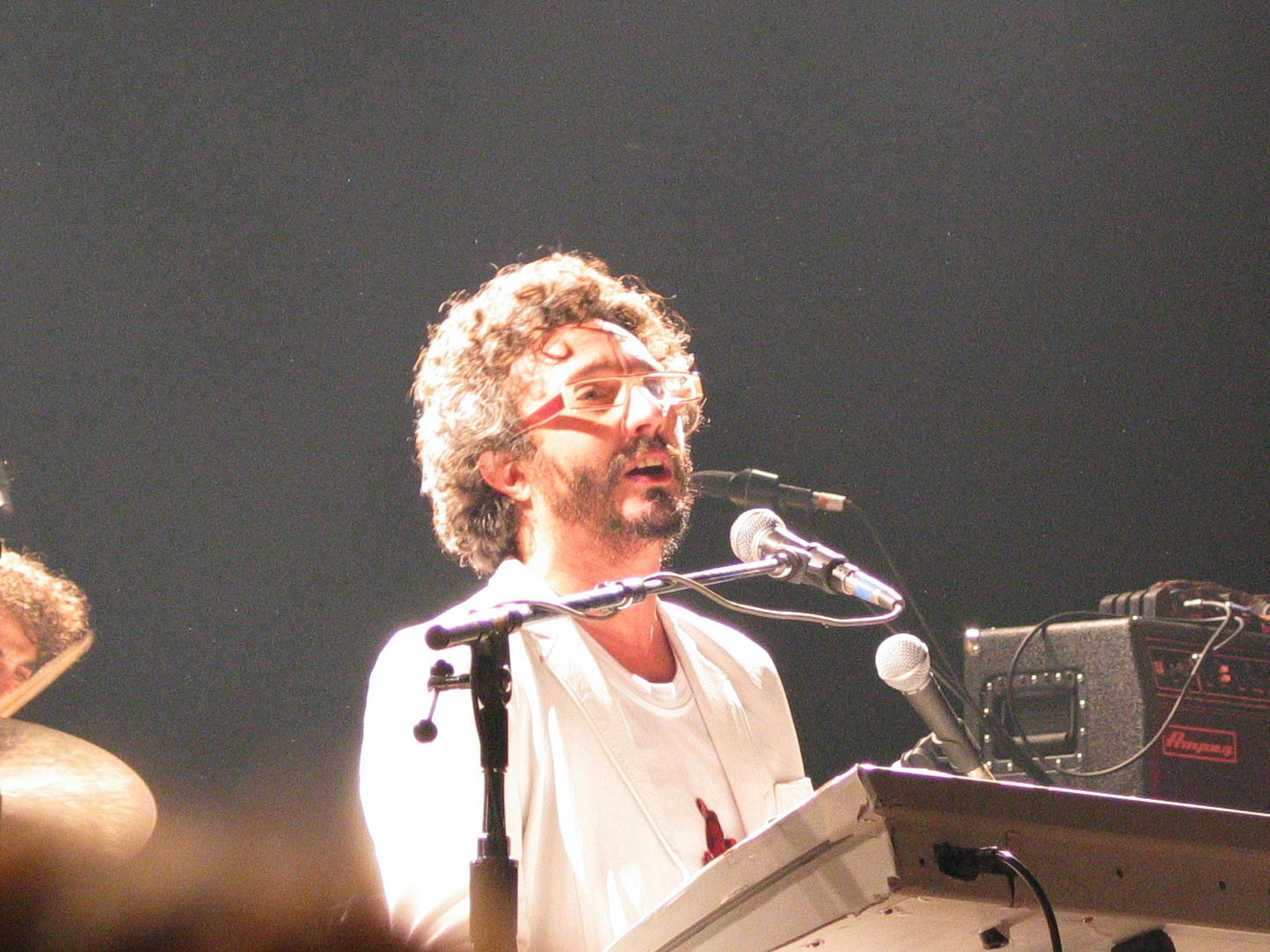
Fito Páez, autor del álbum.

- Romance de la pena negra (2:38) (F. G. Lorca/F. Páez)
- Tumbas de la gloria (4:23)
- El otro cambio, los que se fueron (4:02) (L. Nebbia)
- Naturaleza sangre (2:51)
- Ámbar violeta (2:56)
- Un vestido y un amor (3:57)
- Desarma y sangra (3:37) (C. García)
- Muchacha (Ojos de papel) (4:31) (L. A. Spinetta)
- Mariposa tecknicolor (4:40)
- Las palabras (5:36)

## Créditos
Gracias: Fabi, Coki, Vandera, Ale Avalis, Fena Della Maggiora, Chofi, Marianito, Gerardo Gandini, Osvaldo Fattoruso, Guillermo Vadalá, Gonzalo Aloras, Puma, Martín Daneri, Carlos Altolaguirre, Valentín, Liliana Viola, Luis Chela, Inés Hernández.
Especialísimas para Susana Giménez. 
- Producido por: Fito Páez.
- Arreglos y dirección: Gerardo Gandini.
- Piano y voz: Fito Páez.
- Bajo: Guillermo Vadalá.
- Primeros violines: Elías Gurevich, Grace Medina.
- Segundos violines: Oleg Pishenin, Matías Grande.
- Violas: Marcela Magin, Benjamín Bru.
- Violonchelos: Viktor Aepli, Poloudine Sviatosliav.
- Contrabajo: Oscar Carnero.

Personal de grabación
- Ingeniero de grabación y mezcla: Mariano López.
- Genio y figura: Vandera.
- Edición: Chofi Faruolo.
- Asistente de grabación: Martin Daneri.
- Asistente de banda: Néstor "Puma" Marin.
- Producción ejecutiva: Fernando Moya y Alejandro Avalis.
- Coordinación de producción: Macarena Amarante.
- Grabado y mezclado en: Circo Beat Studio, Buenos Aires, entre marzo y abril del 2005.
- Foto de tapa: Gianni Mestichelli.
- Fotos: Nora Lezano y Sebastián Arpesella.
- Diseño: Alejandro Ros.